# Partido Constitucionalista Mexicano
El Partido Constitucionalista Mexicano fue fundado por Francisco J. Múgica y otros militares y líderes de la fase armada de la Revolución Mexicana, en 1951. Las rígidas disposiciones en materia de registro de nuevos partidos políticos vigentes en México en ese entonces, hicieron imposible para esta agrupación obtener su registro. 
A pesar de ello, el Constitucionalista Mexicano de Múgica se sumó a la Federación de Partidos del Pueblo de México (también referida en ocasiones como Federación de Partidos del Pueblo Mexicano), para apoyar la candidatura presidencial del militar disidente general Miguel Henríquez Guzmán en 1952.
De acuerdo con los resultados oficiales, Henríquez Guzmán perdió frente al candidato del Partido Revolucionario Institucional, Adolfo Ruiz Cortines, sin embargo, la legalidad de la elección y la transparencia del cómputo han sido objeto frecuente de críticas.
La candidatura de Henríquez Guzmán es importante para los análisis de la política en México en la medida que se trata de la última ocasión en que un militar insatisfecho logró articular un frente amplio para oponerse al PRI.
- Datos: Q6063993